# Чемпионат России по водному поло среди женщин
Чемпионат России по водному поло среди женских команд — ежегодное соревнование, проводимое Федерацией водных видов спорта России (до 2024 года — Федерацией водного поло России).

## Формат турнира
Первый чемпионат России прошёл с 5 марта по 17 августа 1992 года в Кропоткине, Волгограде и Сочи с участием семи команд. Начиная с третьего чемпионата (сезон-1993/94) соревнования проходят по системе «осень — весна», их формула непостоянна и зависит от числа участников.
В сезоне-2024/25 11 команд играли в четыре круга спаренными матчами. Две сильнейшие команды напрямую вышли в полуфинал, а команды, занявшие места с 3-го по 6-е, — в четвертьфинал, где провели серии матчей до двух побед. Финальная серия разыгрывалась до трёх побед.

## Призёры
Самой титулованной командой в женском водном поло России является «КИНЕФ-Сургутнефтегаз», выигравший 20 чемпионатов подряд (2003—2022) и вновь ставший чемпионом в сезоне-2024/25. 7 раз чемпионом становилась «Динамо-Уралочка», 4 победы у московского СКИФа, по одной победе у нижегородского «Салюта» и краснодарской команды СКИФ-91.
| №      | Год     | 1-е место                       | 2-е место                           | 3-е место                          |
| I      | 1992    | «Уралочка» (Златоуст)           | «Салют» (Нижний Новгород)           | «Монолит» (Волгоград)              |
| II     | 1993    | «Салют» (Нижний Новгород)       | СКИФ-91 (Краснодар)                 | «Уралочка» (Златоуст)              |
| III    | 1993/94 | СКИФ-91 (Краснодар)             | СКИФ (Москва)                       | «Салют» (Нижний Новгород)          |
| IV     | 1994/95 | СКИФ (Москва)                   | СКИФ-91 (Краснодар)                 | «Уралочка» (Златоуст)              |
| V      | 1995/96 | СКИФ (Москва)                   | «Уралочка» (Златоуст)               | СКИФ-91 (Краснодар)                |
| VI     | 1996/97 | СКИФ (Москва)                   | «Уралочка» (Златоуст)               | «Диана» (Санкт-Петербург)          |
| VII    | 1997/98 | СКИФ (Москва)                   | «Уралочка» (Златоуст)               | «Диана» (Санкт-Петербург)          |
| VIII   | 1998/99 | «Уралочка» (Златоуст)           | СКИФ-МФП (Москва)                   | «Диана» (Санкт-Петербург)          |
| IX     | 1999/00 | «Уралочка» (Златоуст)           | СКИФ-МФП (Москва)                   | «Диана» (Санкт-Петербург)          |
| X      | 2000/01 | «Уралочка» (Златоуст)           | СКИФ-МФП (Москва)                   | КИНЕФ (Кириши)                     |
| XI     | 2001/02 | «Уралочка-Спартак» (Златоуст)   | СКИФ-МФП (Москва)                   | «КИНЕФ-Сургутнефтегаз» (Кириши)    |
| XII    | 2003    | «КИНЕФ-Сургутнефтегаз» (Кириши) | «Евразия-Рахат» (Астана, Казахстан) | «Уралочка-ЗМК» (Златоуст)          |
| XIII   | 2003/04 | «КИНЕФ-Сургутнефтегаз» (Кириши) | «Уралочка-ЗМК» (Златоуст)           | СКИФ МФП ШВСМ «Измайлово» (Москва) |
| XIV    | 2004/05 | «КИНЕФ-Сургутнефтегаз» (Кириши) | «Уралочка-ЗМЗ» (Златоуст)           | «Олимп» (Нижний Новгород)          |
| XV     | 2005/06 | «КИНЕФ-Сургутнефтегаз» (Кириши) | «Уралочка-ЗМЗ» (Златоуст)           | СКИФ МФП ШВСМ «Измайлово» (Москва) |
| XVI    | 2006/07 | «КИНЕФ-Сургутнефтегаз» (Кириши) | «Уралочка-ЗМЗ» (Златоуст)           | «Олимп» (Нижний Новгород)          |
| XVII   | 2007/08 | «КИНЕФ-Сургутнефтегаз» (Кириши) | «Уралочка-ЗМЗ» (Златоуст)           | «Штурм-2002» (Чехов)               |
| XVIII  | 2008/09 | «КИНЕФ-Сургутнефтегаз» (Кириши) | «Штурм-2002» (Чехов)                | «Югра» (Ханты-Мансийск)            |
| XIX    | 2009/10 | «КИНЕФ-Сургутнефтегаз» (Кириши) | «Штурм-2002» (Руза)                 | «Югра» (Ханты-Мансийск)            |
| XX     | 2010/11 | «КИНЕФ-Сургутнефтегаз» (Кириши) | «Штурм-2002» (Руза)                 | СКИФ ШВСМ «Измайлово» (Москва)     |
| XXI    | 2011/12 | «КИНЕФ-Сургутнефтегаз» (Кириши) | «Штурм-2002» (Руза)                 | «Югра» (Ханты-Мансийск)            |
| XXII   | 2012/13 | «КИНЕФ-Сургутнефтегаз» (Кириши) | «Штурм-2002» (Руза)                 | «Югра» (Ханты-Мансийск)            |
| XXIII  | 2013/14 | «КИНЕФ-Сургутнефтегаз» (Кириши) | «Уралочка» (Златоуст)               | «Спартак-Волгоград»                |
| XXIV   | 2014/15 | «КИНЕФ-Сургутнефтегаз» (Кириши) | «Спартак-Волгоград»                 | «Югра» (Ханты-Мансийск)            |
| XXV    | 2015/16 | «КИНЕФ-Сургутнефтегаз» (Кириши) | «Динамо-Уралочка» (Златоуст)        | «Спартак-Волгоград»                |
| XXVI   | 2016/17 | «КИНЕФ-Сургутнефтегаз» (Кириши) | «Спартак-Волгоград»                 | «Динамо-Уралочка» (Златоуст)       |
| XXVII  | 2017/18 | «КИНЕФ-Сургутнефтегаз» (Кириши) | «Спартак-Волгоград»                 | «Динамо-Уралочка» (Златоуст)       |
| XXVIII | 2018/19 | «КИНЕФ-Сургутнефтегаз» (Кириши) | «Спартак-Волгоград»                 | «Динамо-Уралочка» (Златоуст)       |
| XXIX   | 2019/20 | «КИНЕФ-Сургутнефтегаз» (Кириши) | «Динамо-Уралочка» (Златоуст)        | «Спартак-Волгоград»                |
| XXX    | 2020/21 | «КИНЕФ-Сургутнефтегаз» (Кириши) | СКИФ ЦОП Москомспорта (Москва)      | «Динамо-Уралочка» (Златоуст)       |
| XXXI   | 2021/22 | «КИНЕФ-Сургутнефтегаз» (Кириши) | «Динамо-Уралочка» (Златоуст)        | «Спартак-Волгоград»                |
| XXXII  | 2022/23 | «Динамо-Уралочка» (Златоуст)    | «Буревестник» (Нижний Новгород)     | «КИНЕФ-Сургутнефтегаз» (Кириши)    |
| XXXIII | 2023/24 | «Динамо-Уралочка» (Златоуст)    | «Буревестник» (Нижний Новгород)     | «СКИФ-Восток» (Москва)             |
| XXXIV  | 2024/25 | «КИНЕФ-Сургутнефтегаз» (Кириши) | «Буревестник» (Нижний Новгород)     | «Динамо-Уралочка» (Златоуст)       |

## Участники
Чемпионаты России 1997/98, 2001/02—2006/07, 2010/11—2022/23, 2024/25 годов имели статус открытых в связи с участием команд из Казахстана, Беларуси и Узбекистана, в ряде турниров зарубежные команды выступали вне конкурса.
Во всех чемпионатах России принимали участие петербургская «Диана» и златоустовская «Уралочка», при этом в сезоне-2008/09 команда из Челябинской области снялась с финального этапа чемпионата из-за финансового кризиса. Постоянными участниками чемпионатов являются также команды из Нижнего Новгорода, но с 2015 года место расформированного «Олимпа» занял «Буревестник-ННГУ». С 1993 года начались выступления в чемпионатах России московского СКИФа, а киришский «Факел» (ныне — «КИНЕФ-Сургутнефтегаз») в том же сезоне занял 4-е место в переходном турнире и получил право выступать в высшей лиге.
В отдельных сезонах в чемпионатах России играли от 7 до 12 команд. Ведущие клубы страны — «КИНЕФ-Сургутнефтегаз» и «Динамо-Уралочка» — во многих турнирах были представлены двумя командами.
| Команды                                 | Сезоны                                                  | Высшие достижения                                      |
| --------------------------------------- | ------------------------------------------------------- | ------------------------------------------------------ |
| «Айша-Биби» (Тараз, Казахстан)          | 1997/98, 2010/11—2022/23                                | 6-е место (2013/14—2014/15)                            |
| «Буревестник» (Нижний Новгород)         | 2015/16 — н. в.                                         | 2-е место (2022/23—2024/25)                            |
| «Вест-ЗКО» (Волгоград)                  | 1992—1994/95                                            | 3-е место (1992)                                       |
| «Волжанка» (Саратов)                    | 1994/95—2003/04                                         | 5-е место (1996/97—1997/98)                            |
| «Диана» (Санкт-Петербург)               | 1992 — н. в.                                            | 3-е место (1996/97—1999/00)                            |
| «Динамо-Уралочка» (Златоуст)            | 1992 — н. в.                                            | 1-е место (1992, 1998/99—2001/02, 2022/23—2023/24)     |
| «Дружба-1» (Гомель, Беларусь)           | 2003/04                                                 | не доиграла чемпионат                                  |
| «Евразия» (Первоуральск)                | 2024/25 — н. в.                                         | 6-е место (2024/25)                                    |
| «Евразия-Рахат» (Астана, Казахстан)     | 2001/02—2003/04, 2005/06                                | 2-е место (2002/03)                                    |
| «Казахстан-Юниор» (Алма-Ата, Казахстан) | 2006/07, 2008/09                                        | 10-е место (2008/09)                                   |
| «КИНЕФ-Сургутнефтегаз» (Кириши)         | 1993/94 — н. в.                                         | 1-е место (2002/03—2021/22, 2024/25)                   |
| КИНЕФ-2 (Кириши)                        | 2003/04 — н. в.                                         | 6-е место (2017/18)                                    |
| МГУ (Москва)                            | 1992—1993, 1994/95                                      | 6-е место (1992)                                       |
| «Олимп» (Нижний Новгород)               | 1992—2014/15                                            | 1-е место (1993)                                       |
| Сборная Казахстана                      | 2024/25 — н. в.                                         | 11-е место (2024/25)                                   |
| Сборная Узбекистана                     | 2004/05—2005/06, 2019/20—2022/23                        | 8-е место (2004/05)                                    |
| Сборная ХМАО                            | 2019/20                                                 | 12-е место (2019/20)                                   |
| «СКИФ-Восток» (Москва)                  | 1993 — н. в.                                            | 1-е место (1994/95—1997/98)                            |
| СКИФ-2 МФП ШВСМ (Москва)                | 2003/04                                                 | 8-е место (2003/04)                                    |
| СКИФ-86 (Краснодар)                     | 1994/95                                                 | 8-е место (1994/95)                                    |
| СКИФ-91 (Краснодар)                     | 1992—1996/97                                            | 1-е место (1993/94)                                    |
| «Спартак-Волгоград» (Волгоград)         | 2006/07 — н. в.                                         | 2-е место (2014/15, 2016/17—2018/19)                   |
| «Таганай» (Златоуст)                    | 1992—1993/94                                            | 6-е место (1993/94)                                    |
| «Уралочка»-2 (Златоуст)                 | 1999/00, 2003—2003/04, 2005/06—2007/08, 2020/21—2023/24 | 5-е место (2006/07, 2020/21—2021/22)                   |
| «Церта» (Краснодар)                     | 1994/95—1995/96                                         | 9-е место (1995/96)                                    |
| «Штурм-2002» (Московская область)       | 2007/08 — н. в.                                         | 2-е место (2008/09—2012/13)                            |
| «Югра» (Ханты-Мансийск)                 | 2008/09 — н. в.                                         | 3-е место (2008/09—2009/10, 2011/12—2012/13, 2014/15)  |
| «Юность» (Волгодонск)                   | 1994/95—2009/10                                         | 6-е место (1996/97, 1997/98, 2000/01, 2002/03—2004/05) |

Полужирным шрифтом выделены участники чемпионата России-2024/25.